# Scinax aromothyella
A Scinax aromothyella a kétéltűek (Amphibia) osztályának békák (Anura) rendjébe és a levelibéka-félék (Hylidae) családjába tartozó faj.

## Előfordulása
A faj Argentínában, Uruguayban és valószínűleg Brazíliában él. Természetes élőhelye szubtrópusi vagy trópusi nedves síkvidéki erdők, szubtrópusi vagy trópusi időszakosan nedves vagy elárasztott síkvidéki rétek, édesvizű mocsarak, időszaki édesvizű mocsarak